# Holzneria spicata
Holzneria spicata là một loài thực vật có hoa trong họ Mã đề. Loài này được (Korovin) Speta mô tả khoa học đầu tiên năm 1982.